# Music Bank (programma televisivo)
Music Bank (뮤직뱅크) è un programma televisivo musicale sudcoreano trasmesso da KBS2 live ogni venerdì sera dal 16 giugno 1998. Il programma presenta alcune performance live dei cantanti più famosi del momento. Al 2011, viene trasmesso in 72 diversi paesi attraverso KBS World, e viene trasmesso negli Stati Uniti su Myx TV, in Giappone su BS Japan e nelle Filippine su TeleAsia Chinese.

## Storia
Prima di Music Bank, dal 1981 al 1998 andò in onda Top 10 Songs (가요톱10) live alle 18.30 del venerdì. Per i primi mesi del 1998 fu sostituito da Bravo New Generation, che fu rapidamente rimpiazzato da Music Bank il 18 giugno a causa dei bassi ascolti. La classifica utilizzata fin dagli esordi di Top 10 Songs fu abbandonata alla fine del 2001 a causa di alcune controversie, e fu sostituita da un sistema a richiesta.
Nel 2005, il programma fu spostato alle 12.45 della domenica e diventò registrato. A causa degli ascolti sempre più bassi, a settembre 2007 tornò live al venerdì. Le classifiche furono reintegrate e divise in categorie. A gennaio 2008, queste ultime furono combinate nella K-Chart. A giugno, la messa in onda fu estesa a 70 minuti e, a novembre, a 80 minuti, cominciando la trasmissione alle 18.40. A maggio 2010 l'orario d'inizio fu spostato alle 17.50.
Il 27 agosto 2010, Music Bank iniziò a essere trasmesso live in 54 diversi paesi nel mondo tramite KBS World, includendo nuove funzioni interattive attraverso Twitter per gli spettatori internazionali. Ad agosto 2012, il canale via cavo americano asiatico Myx TV iniziò a trasmettere la prima versione doppiata in inglese.
Il 22 novembre 2011 la durata del programma fu estesa a 105 minuti e fu mandato in onda dalle 18.10 dopo KBS News 6. Dal 25 ottobre 2013 tornò a 80 minuti e fu mandato in onda dalle 18.30 dopo KBS Global 24.

## Classifiche
La K-Chart è la classifica a conto alla rovescia di Music Bank. I grafici sono calcolati combinando le classifiche di musica digitale (65%), le vendite degli album (5%), il numero di passaggi televisivi su KBS TV (20%) e le classifiche con le scelte degli spettatori (10%). Della Top 50 delle canzoni della settimana, quella che arriva al primo posto riceve un premio. Durante l'ultima settimana di giugno viene assegnato il premio "Primo posto nel primo semestre di Music Bank" al brano più popolare della prima metà dell'anno, mentre, durante l'ultima settimana di dicembre, viene assegnato il premio "Primo posto a Music Bank" alla canzone più popolare di tutto l'anno.
Dal 28 gennaio 2011 è stata introdotta la OST Chart, una classifica separata per i brani delle colonne sonore, che però non dà nessun premio.

## Presentatori
- Ryu Si-won, Kim Ji-ho (1998)
- Ryu Si-won, Hwang Yu-sun, Kim Seung-hyun, Ju Young-hun (1999)
- Ju Young-hun, Kim Gyu-ri, Lee Hwi-jae, Song Hye-kyo, Lee Na-young (2000)
- Lee Hwi-jae, Kim Bo-kyung (2001)
- Lee Hwi-jae, Kim Min-sun (8 novembre 2001-18 aprile 2002)
- Lee Hwi-jae, Kim Min-jung (25 aprile-24 ottobre 2002)
- Rain, Shoo (31 ottobre 2002-30 gennaio 2003)
- Jun Jin, Shoo (6 febbraio-19 giugno 2003)
- Choi Jung-won, Park Jeong-ah (26 giugno 2003-11 giugno 2004)
- Ji Sung, Park Eun-hye (18 giugno-5 novembre 2004)
- Namgoong Min, So Yi-hyun (12 novembre 2004-29 aprile 2005)
- Ji Hyun-woo, Kim Bo-min (8 maggio-30 ottobre 2005)
- Kang Kyung-joon, Park Kyung-lim (6 novembre 2005-12 marzo 2006)
- Kang Kyung-joon, Jang Hee-jin (26 marzo-19 novembre 2006)
- Haha, Lee So-yeon (26 novembre 2006-1 aprile 2007)
- Haha, Lee Hyun-ji (8 aprile 2007-1 febbraio 2008)
- Tablo, Kim Sung-eun (15 febbraio-16 maggio 2008)
- Tablo, Min Seo-hyun (23 maggio-8 agosto 2008)
- Yoo Se-yoon, Seo In-young (29 agosto 2008-9 gennaio 2009)
- Yoo Se-yoon, Park Eun-young (16 gennaio-31 luglio 2009)
- Song Joong-ki, Seo Hyo-rim (7 agosto 2009-19 novembre 2010)
- Hyun Woo, Seo Min-ji (3 dicembre 2010-21 ottobre 2011)
- Hyun Woo, Uee (28 ottobre-11 novembre 2011)
- Tim, Sohee, Sunye (18 novembre 2011)
- Shindong, Sohee, Sunye (25 novembre 2011)
- Minho, Sohee, Yubin (2 dicembre 2011)
- Minho, Sohee, Sunye (9 dicembre 2011)
- Shindong, Sohee, Yubin (16 dicembre 2011)
- Jung Yong-hwa, Choi Siwon, Yoon Doojoon, Jun Hyun-moo (23 dicembre 2011)
- Lee Jang-woo, Uee (6 gennaio 2012-29 marzo 2013)
- Lee Jang-woo, Kang Min-kyung (5 aprile 2013)
- Jinwoon, Park Se-young (12 aprile-4 ottobre 2013)
- Jo Kwon, Park Se-young (6 settembre 2013)
- Seulong, Park Se-young (11 ottobre 2013)
- Jo Kwon (18 ottobre 2013)
- Park Seo-joon, Yoon Bora (25 ottobre 2013-24 aprile 2015)
- Irene, Park Bo-gum (1 maggio 2015-24 giugno 2016)
- Park Bo-gum, V (cantante), Him-chan (4 dicembre 2015)
- Kang Min-hyuk, Solbin (1 luglio 2016-4 novembre 2016)
- Kang Min-hyuk, Solbin, Son Dong-woon (15 luglio 2016)
- Lee Seo-won, Solbin (11 novembre 2016-11 maggio 2018)
- Solbin, N (18 maggio 2018)
- Solbin, Son Dong-woon (25 maggio 2018)
- Solbin, Lee Tae-min (1 giugno 2018)
- Solbin, Jin (cantante) (8 giugno 2018)
- Kei, Choi Won-myung (15 giugno 2018-28 giugno 2019)
- Shin Ye-eun, Choi Bo-min (5 luglio 2019-17 luglio 2020)
- Choi Soo-bin, Arin (24 luglio 2020-1 ottobre 2021)
- Jang Won-young, Sunghoon degli Enhypen (8 ottobre 2021-2 settembre 2022)